# Anna, principessa reale
Anna del Regno Unito, principessa reale (nome completo in inglese Anne Elizabeth Alice Louise Mountbatten-Windsor, coniugata Laurence; Londra, 15 agosto 1950), è una principessa britannica.
Seconda dei quattro figli della regina Elisabetta II del Regno Unito e di Filippo di Edimburgo, è diciottesima in linea di successione al trono del Regno Unito. Ha un fratello maggiore, il re Carlo III del Regno Unito, e due fratelli minori, i principi Andrea ed Edoardo.
Patrona di oltre 200 organizzazioni caritatevoli, ha svolto circa 500 incarichi per conto della regina Elisabetta II e della corte britannica.  È inoltre particolarmente nota per il suo talento equestre; ha vinto in totale due medaglie d'argento (1975) e una d'oro (1971) all'European Eventing Championships ed è stata il primo membro della famiglia reale inglese a prendere parte ai Giochi olimpici.

## Biografia

### I primi anni

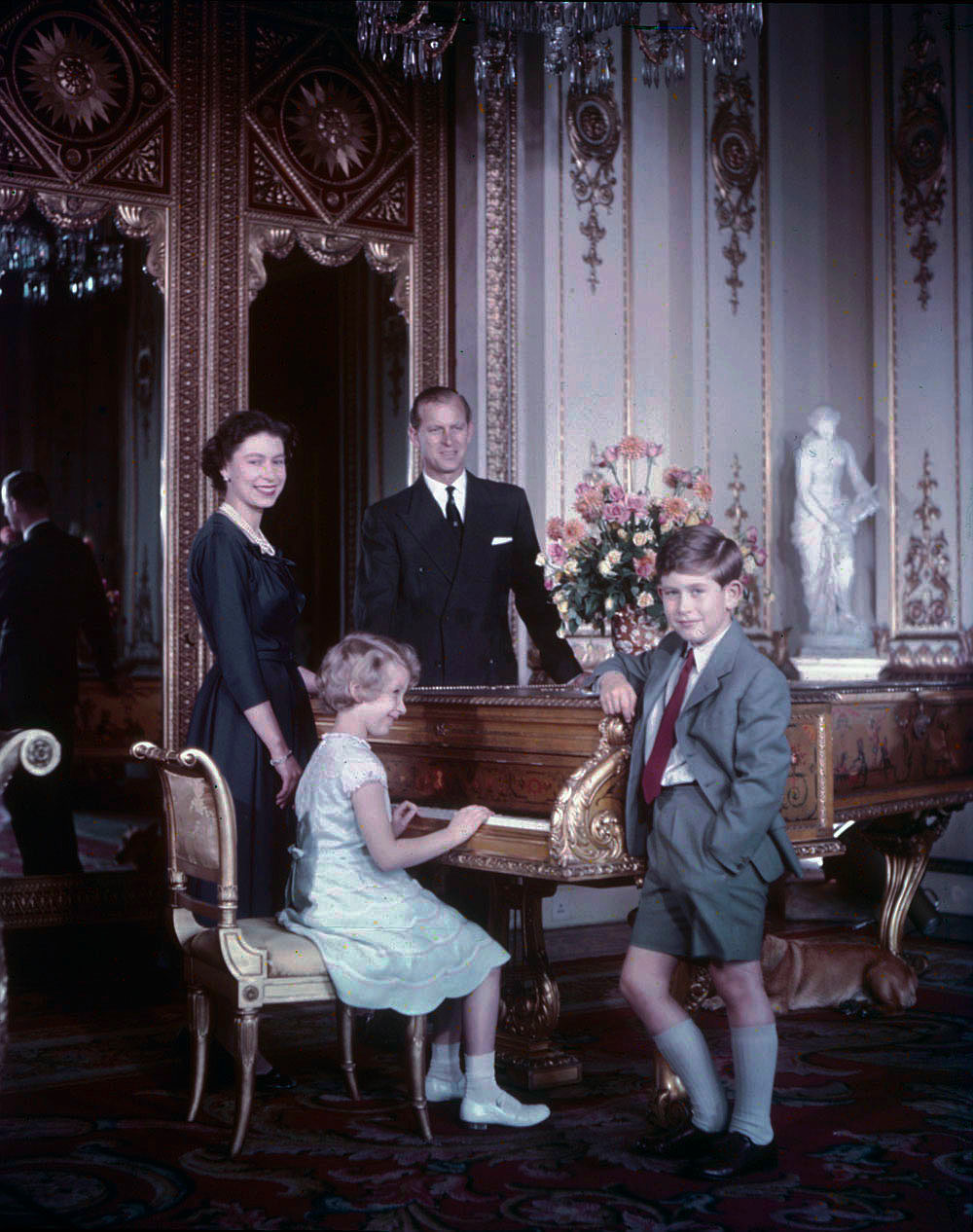
La regina Elisabetta II e il principe Filippo di Edimburgo posano in una fotografia con i figli Anna (al pianoforte) e Carlo nel 1957

Anna è nata a Clarence House il 15 agosto 1950, secondogenita e unica figlia femmina di Elisabetta, duchessa di Edimburgo (poi regina Elisabetta II), e di Filippo, duca di Edimburgo .  
Battezzata nella Sala della Musica di Buckingham Palace il 21 ottobre 1950 dall'arcivescovo di York, Cyril Garbett, suoi padrini furono il prozio Louis Mountbatten, Andrew Elphinstone, la regina Elizabeth Bowes-Lyon, sua nonna materna, la principessa Alice di Battenberg, nonna paterna, e sua zia Margherita di Grecia.
Da bambina le venne assegnata per governante Catherine Peebles, come già fu per il fratello Carlo.
Anna rimase sotto tutela privata sino al 1963, quando venne iscritta alla Benenden School. All'inizio degli anni '70 fece mormorare la sua frequentazione con il primo fidanzato, Andrew Parker Bowles, scudiero della regina, che diventerà in seguito il primo marito di Camilla Shand, una sua conoscente, diventata poi moglie di suo fratello Carlo III.

### Carriera sportiva
Appassionata di equitazione, durante gli anni settanta praticò questo sport a livello agonistico, con il nome di Anna Windsor, vincendo diverse competizioni a livello europeo, ottenendo il titolo europeo nel 1971 e due medaglie d'argento nel 1975. Nel 1976 prese parte alle Olimpiadi di Montreal.
Dal 1986 al 1994 è stata Presidente della Fédération équestre internationale; dal 1988 è membro del Comitato Olimpico Internazionale ed è inoltre presidente onorario della Scottish Rugby Union, federazione scozzese di rugby. Nel 1986 si ritirò parzialmente dalle competizioni europee, ma rimase attiva a livello personale.

### Il primo matrimonio
Il 14 novembre 1973, nell'abbazia di Westminster, Anna sposò Mark Phillips, luogotenente del 1º reggimento di Dragoni della Regina, figlio del maggiore Peter William Garside Phillips e di Anne Patricia Tiarks; la cerimonia venne trasmessa in mondovisione ed ebbe un pubblico di circa 100 milioni di spettatori.. Dopo il matrimonio, Anna si recò a vivere con il marito a Gatcombe Park. Egli venne promosso al rango di capitano nel 1974, quando venne nominato aiutante di campo personale della regina Elisabetta II.
Nel 1989 i due coniugi annunciarono la loro intenzione di separarsi, anche se la coppia poté completare il processo di divorzio solo il 23 aprile 1992, annus horribilis per l'allora regina Elisabetta.
Ebbero due figli: Peter, nato il 15 novembre 1977, e Zara, nata il 15 maggio 1981, che divennero i primi nipoti di un sovrano britannico a non portare un titolo nobiliare, in quanto il padre non era titolato e aveva rifiutato il titolo di marchese che gli era stato offerto dalla regina.

### Il tentativo di rapimento
Il 20 marzo 1974, mentre la principessa Anna e Mark Phillips stavano ritornando a Buckingham Palace dopo un evento di beneficenza al Pall Mall, la loro limousine fu costretta a fermarsi per colpa di una Ford Escort che intralciava il percorso. Il guidatore della Escort, Ian Ball, uscì dalla vettura e incominciò a sparare in aria con una pistola.
L'ispettore James Beaton, ufficiale di polizia personale della principessa, rispose uscendo dalla macchina nel tentativo di far da scudo alla principessa e disarmare nel contempo Ball. L'arma da fuoco di Beaton, una Walther PPK, venne spostata di getto da un colpo esploso da Ball e questi colpì anche l'altro assistente, l'autista di Anna, Alex Callender, che stava tentando di disarmarlo. Brian McConnell, un giornalista che si trovava nei pressi della scena, intervenne, ma venne colpito da una pallottola al petto. Ball si avvicinò dunque alla macchina della principessa e le spiegò che era intenzionato a rapirla per chiedere un riscatto di 2 000 000 di sterline, che era intenzionato poi a devolvere personalmente al National Health Service.
Ball ordinò dunque ad Anna di uscire dalla macchina, richiesta alla quale lei rispose: "Assolutamente no!", pensando di colpire successivamente Ball. La principessa uscì dalla portiera opposta e un altro passante, Ron Russell, colpì Ball alla schiena, consentendo ad Anna di fuggire. A quel punto il connestabile Michael Hills giunse sul posto, venendo anch'egli colpito da Ball, non prima di essere riuscito però a chiamare rinforzi. Il detective Peter Edmonds riuscì infine ad arrestare Ball.
Tutti i feriti vennero condotti in ospedale, dove rimasero per circa un mese per riprendersi dalle lesioni subite. Per aver difeso la principessa Anna, Beaton venne insignito della George Cross, Hills e Russell ottennero la George Medal, mentre Callender, McConnell e Edmonds ottennero la Queen's Gallantry Medal. Ball venne riconosciuto colpevole di tentato omicidio e tentato rapimento e venne ricoverato in una clinica psichiatrica in osservazione.
Su questo avvenimento la Granada Television ha prodotto nel 2006 il documentario drammatico dal titolo To Kidnap a Princess, ispirato proprio al fatto nonché al romanzo di Tom Clancy Attentato alla corte d'Inghilterra e al racconto Your Royal Hostage di Antonia Fraser.

### Il secondo matrimonio

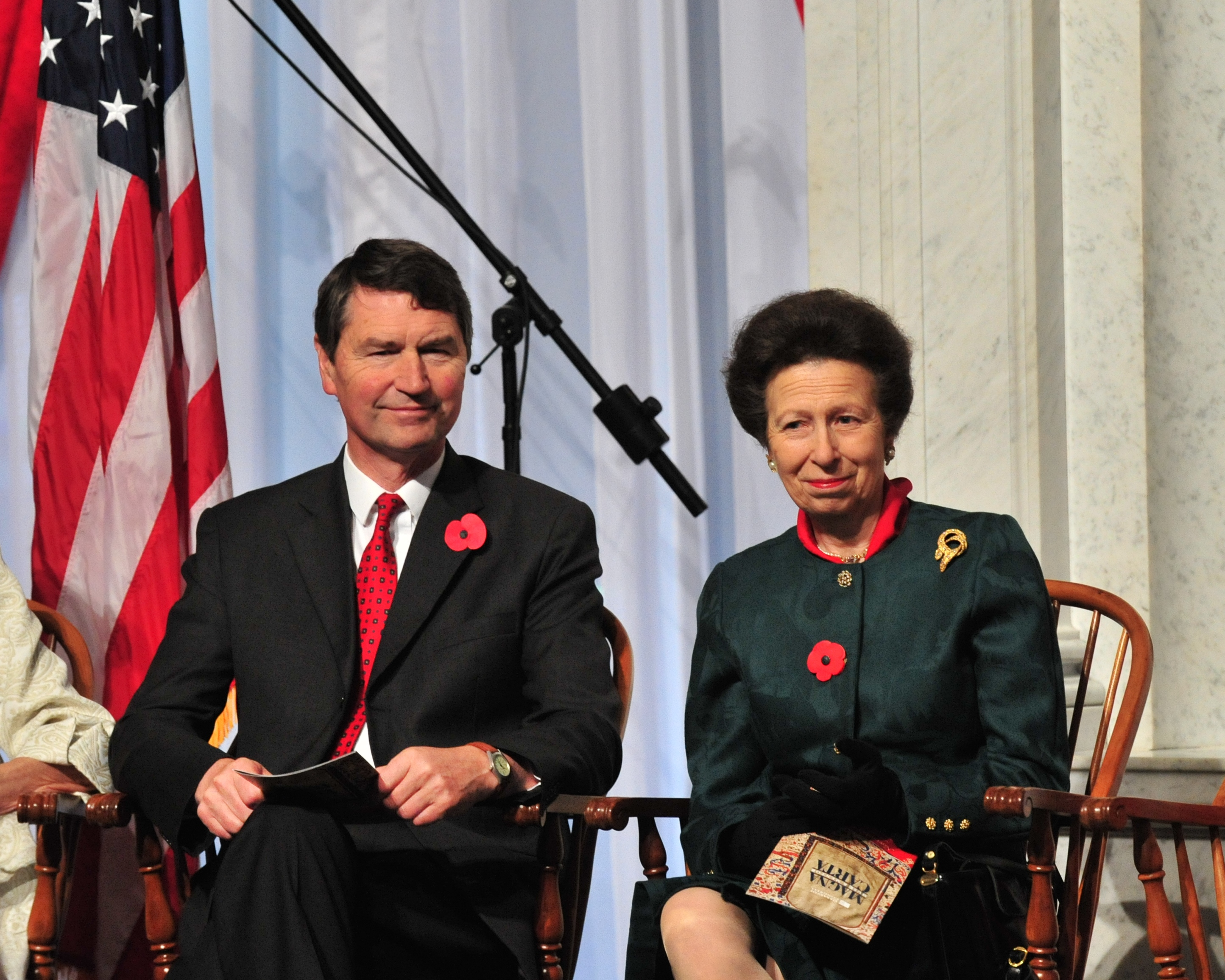
La principessa Anna e il marito Timothy Laurence

Anna si è sposata una seconda volta il 12 dicembre 1992 a Crathie Kirk, presso il castello di Balmoral, con il comandante della Royal Navy Timothy Laurence, figlio del comandante Guy Stewart Laurence e di Barbara Alison Symondsil. Come il primo marito, anche il comandante Laurence non ha ricevuto nessun titolo nobiliare.

### Ruolo pubblico
La principessa ha sempre mostrato un forte interesse per la vita pubblica, così come la madre. Ha assunto cariche pubbliche a partire dall'età di 18 anni e già nel 1969 si impegnò per l'apertura di una scuola a Shropshire che prevedesse, tra l'altro, un'attenzione particolare allo sport. Compì la sua prima visita di Stato quello stesso anno, accompagnando la regina e il duca di Edimburgo in Austria.
Nel 1994 è stata ammessa a far parte dell'Ordine della Giarrettiera e nel 2000, in occasione del suo cinquantesimo compleanno, la madre l'ha investita dell'Ordine del Cardo, la massima onorificenza scozzese, in riconoscimento dell'impegno tributato nelle sue opere per la valorizzazione della Scozia. Quest'ultima cerimonia ha avuto luogo nel giugno dell'anno successivo nella Cattedrale di Sant'Egidio di Edimburgo.

## Titoli e trattamento
Secondo una lettera patente siglata da Giorgio V, il titolo di altezze reali spettava unicamente ai figli maschi della casata reale, ma Giorgio VI il 22 ottobre 1948 stabilì che tutti gli eredi di sua figlia Elisabetta avrebbero goduto come minimo del titolo di cortesia di Sir o Lady e che avrebbero detenuto lo status reale e principesco. 
Quando la madre salì al trono alla morte di re Giorgio VI, divenendo regina con il nome di Elisabetta II, Anna ottenne il titolo effettivo di altezza reale in quanto figlia del monarca regnante, ma dovette attendere formalmente sino all'incoronazione della madre per poterne godere a pieno titolo.
- 15 agosto 1950 - 6 febbraio 1952: Sua Altezza Reale la principessa Anna di Edimburgo
- 6 febbraio 1952 – 14 novembre 1973: Sua Altezza Reale la principessa Anna
- 14 novembre 1973 – 13 giugno 1987: Sua Altezza Reale la principessa Anna, sig.ra Phillips
- 13 giugno 1987 – oggi: Sua Altezza Reale la principessa Anna, principessa reale

Il titolo e trattamento completo di Anna è il seguente:
"Sua Altezza Reale La Principessa Anne Elizabeth Alice Louise, Principessa Reale, Cavaliere Compagno Reale del Nobilissimo Ordine della Giarrettiera, Cavaliere extranumerario dell'Antichissimo e Nobilissimo Ordine del Cardo, Gran Mastro e Dama di Gran Croce dell'Ordine reale vittoriano, Dama di Gran Croce del Venerabilissimo Ordine dell'Ospedale di San Giovanni di Gerusalemme, Compagno extranumerario dell'Ordine di Servizio della Regina, Capo Gran Compagno dell'Ordine di Logohu, Decorazione delle Forze Canadesi".

## Onorificenze

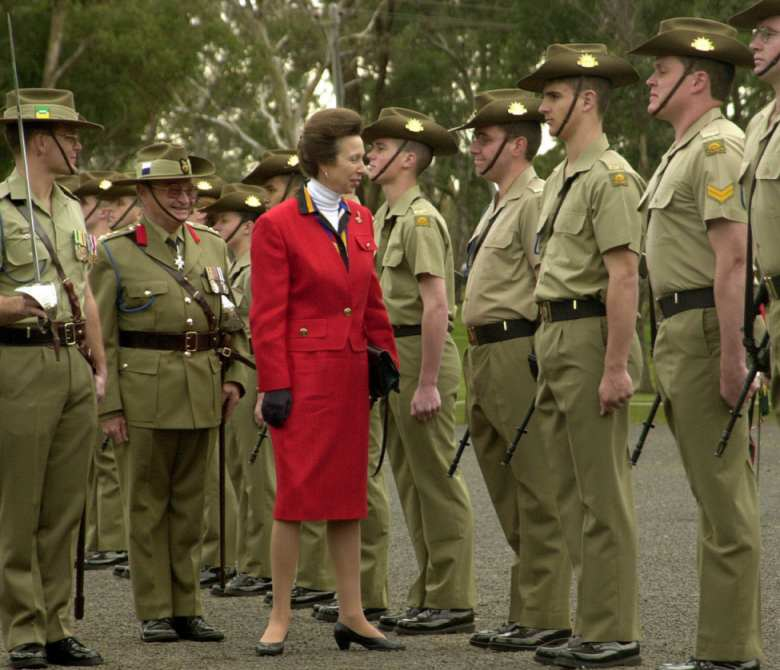
La principessa Anna alla settantacinquesima parata del Royal Australian Corps of Signals (2000)

Lo stendardo personale di Anna, principessa Reale

Il monogramma personale di Anna, principessa Reale

## Albero genealogico
|                                     |                           |                                 | Genitori                         |  |  | Nonni |  |  | Bisnonni            |  |  | Trisnonni                 |  |
|                                     |                           |                                 |                                  |  |  |       |  |  | Giorgio I di Grecia |  |  | Cristiano IX di Danimarca |  |
|                                     |                           |                                 |                                  |  |  |       |  |  | Giorgio I di Grecia |  |  | Cristiano IX di Danimarca |  |
|                                     |                           | Luisa d'Assia-Kassel            |                                  |  |  |       |  |  | Giorgio I di Grecia |  |  |                           |  |
| Andrea di Grecia e Danimarca        |                           |                                 |                                  |  |  |       |  |  | Giorgio I di Grecia |  |  |                           |  |
|                                     |                           | Ol'ga Konstantinovna Romanova   | Konstantin Nikolaevič Romanov    |  |  |       |  |  |                     |  |  |                           |  |
|                                     |                           | Ol'ga Konstantinovna Romanova   | Konstantin Nikolaevič Romanov    |  |  |       |  |  |                     |  |  |                           |  |
|                                     |                           | Ol'ga Konstantinovna Romanova   | Alessandra di Sassonia-Altenburg |  |  |       |  |  |                     |  |  |                           |  |
| Principe Filippo, duca di Edimburgo |                           | Ol'ga Konstantinovna Romanova   |                                  |  |  |       |  |  |                     |  |  |                           |  |
|                                     |                           | Luigi di Battenberg             | Alessandro d'Assia               |  |  |       |  |  |                     |  |  |                           |  |
|                                     |                           | Luigi di Battenberg             | Alessandro d'Assia               |  |  |       |  |  |                     |  |  |                           |  |
|                                     |                           | Luigi di Battenberg             | Contessa Julia von Hauke         |  |  |       |  |  |                     |  |  |                           |  |
| Alice di Battenberg                 |                           | Luigi di Battenberg             |                                  |  |  |       |  |  |                     |  |  |                           |  |
|                                     |                           | Vittoria d'Assia-Darmstadt      | Luigi IV d'Assia                 |  |  |       |  |  |                     |  |  |                           |  |
|                                     |                           | Vittoria d'Assia-Darmstadt      | Luigi IV d'Assia                 |  |  |       |  |  |                     |  |  |                           |  |
|                                     |                           | Vittoria d'Assia-Darmstadt      | Alice di Sassonia-Coburgo-Gotha  |  |  |       |  |  |                     |  |  |                           |  |
| Anna, Principessa Reale             |                           | Vittoria d'Assia-Darmstadt      |                                  |  |  |       |  |  |                     |  |  |                           |  |
|                                     | Giorgio V del Regno Unito | Edoardo VII del Regno Unito     |                                  |  |  |       |  |  |                     |  |  |                           |  |
|                                     | Giorgio V del Regno Unito | Edoardo VII del Regno Unito     |                                  |  |  |       |  |  |                     |  |  |                           |  |
|                                     | Giorgio V del Regno Unito | Alessandra di Danimarca         |                                  |  |  |       |  |  |                     |  |  |                           |  |
| Giorgio VI del Regno Unito          | Giorgio V del Regno Unito |                                 |                                  |  |  |       |  |  |                     |  |  |                           |  |
|                                     |                           | Maria di Teck                   | Francesco di Teck                |  |  |       |  |  |                     |  |  |                           |  |
|                                     |                           | Maria di Teck                   | Francesco di Teck                |  |  |       |  |  |                     |  |  |                           |  |
|                                     |                           | Maria di Teck                   | Maria Adelaide di Cambridge      |  |  |       |  |  |                     |  |  |                           |  |
| Elisabetta II del Regno Unito       |                           | Maria di Teck                   |                                  |  |  |       |  |  |                     |  |  |                           |  |
|                                     |                           | Lord Claude Bowes-Lyon          | Lord Claude Bowes-Lyon           |  |  |       |  |  |                     |  |  |                           |  |
|                                     |                           | Lord Claude Bowes-Lyon          | Lord Claude Bowes-Lyon           |  |  |       |  |  |                     |  |  |                           |  |
|                                     |                           | Lord Claude Bowes-Lyon          | Frances Dora Smith               |  |  |       |  |  |                     |  |  |                           |  |
| Elizabeth Bowes-Lyon                |                           | Lord Claude Bowes-Lyon          |                                  |  |  |       |  |  |                     |  |  |                           |  |
|                                     |                           | Lady Cecilia Cavendish-Bentinck | Rev. Charles Cavendish-Bentinck  |  |  |       |  |  |                     |  |  |                           |  |
|                                     |                           | Lady Cecilia Cavendish-Bentinck | Rev. Charles Cavendish-Bentinck  |  |  |       |  |  |                     |  |  |                           |  |
|                                     |                           | Lady Cecilia Cavendish-Bentinck | Louisa Burnaby                   |  |  |       |  |  |                     |  |  |                           |  |
|                                     |                           | Lady Cecilia Cavendish-Bentinck |                                  |  |  |       |  |  |                     |  |  |                           |  |